# Zvezdan Jovanović
Zvezdan Jovanović (Peć, 19. srpnja 1965.) je bivši pripadnik Jedinice za specijalne operacije Srbije, koji je osuđen u prvostupanjskom postupku kao ubojica premijera Srbije − Zorana Đinđića.

## Životopis
Jovanović je rođen u Peći, na Kosovu. Radio je kao bravar. Godine 1991., pridružio se paravojnim srpskim postrojbama Željka Ražnatovića Arkana. Bio je član postrojbe Crvene beretke, posebne postrojbe Službe državne bezbednosti (od 1992. godine "Resor državne bezbednosti") Republike Srbije, u kojoj je stekao čin potpukovnika. Bio je aktivan na ratištima diljem bivše zemlje, a naročito na Kosovu. Kasnije je postao član postrojbe za specijalne operacije MUP-a Srbije.

## Atentat na Zorana Đinđića
Dana 12. ožujka 2003. godine, Jovanović je, pucajući iz snajperske puške Heckler&Koch model G-3 SG 1, kalibra „winchester 308“, iz zgrade Zavoda za fotogrametriju u Ulici admirala Geprata br. 14 u Beogradu, ubio premijera Srbije − Zorana Đinđića. Prvi metak pogodio je Đinđića u srce, a drugi teško ranio Đinđićevog tjelohranitelja Milana Veruovića. Zajedno s drugim pripadnicima kriminalne skupine Zemunski klan, Jovanović je pobjegao s mjesta zločina, ali je uhićen 25. ožujka u policijskoj akciji „Sablja“.
Iako je prvo priznao ubojstvo premijera Đinđića, na suđenju se branio šutnjom, a na kraju postupka porekao je Đinđićevo ubojstvo. U svibnju 2007. godine, osuđen je na maksimalnu kaznu od 40 godina zatvora.